# Orcustus
Orcustus var ett norskt black metal-band från Bergen, bildat 2002.
Bandet har kallats för "Norges mest allvarligt menande black metal ensamble" vilket gör att informationen om gruppen är ytterst sparsam (i stil med Mayhems 1980-tal). Bandet är uppkallat efter den gamle Emperor-trummisen Bård Eithuns gamla fanzine och skivsläppen gjordes i ytterst sparsam upplaga.
Bandet splittrades 2019.

## Medlemmar
Senaste medlemmar
- Taipan (Christer Jensen) – sång, gitarr (2002–2019)
- Dirge Rep (Per Husebø) – trummor, bakgrundssång (2002–2019)
- Enzifer (Thomas Søberg aka Mr. Triggerhappy Lepermessiah) – gitarr (2012–2019)

Tidigare medlemmar
- Infernus (Roger Tiegs) – basgitarr (2002–2008)
- Tormentor (Bjørn Olav Telnes) – gitarr (2002–2008)
- Teloch (Morten Bergeton Iversen) – gitarr (2004–2006)

## Diskografi
Demo
- 2002 – Demo 2002

Studioalbum
- 2009 – Orcustus

EP
- 2002 – World Dirtnap
- 2005 – Wrathrash

Singlar
- 2011 – "I Satans virke" / "Crawler" (delad singel: Orcustus / Daudur)

Samlingsalbum
- 2013 – Anthology